# بوسه اژدها
بوسهٔ اژدها (به انگلیسی: Kiss of the Dragon) یک فیلم فرانسوی در ژانرهای اکشن و رزمی به کارگردانی کریس ناهون است که در سال ۲۰۰۱ اکران عمومی شد. لوک بسون و جت لی از تهیه کنندگان فیلم هستند. طرح اصلی داستان را جت لی نوشته است.

## داستان
لیو (جت لی) استاد هنرهای رزمی و مامور پلیس چین برای همکاری با پلیس فرانسه وارد پاریس می‌شود، ولی ناگهان با توطئه‌ای که توسط همکار فرانسوی او تدارک دیده شده بود، روبرو می‌شود ……

## بازیگران
- جت لی
- بریجیت فوندا
- چکی کاریو

## پخش در ایران
فیلم «بوسه اژدها» توسط مؤسسه قرن ۲۱ با دوبله فارسی در «استودیو قرن ۲۱» در پاییز ۱۳۸۲ در فرمت‌های VHS و ویدئو سی‌دی در ویدئو کلوب‌ها و فروشگاه‌های محصولات هنری پخش شد.
عوامل دوبله
- مدیر دوبلاژ: اکبر منانی
- چنگیز جلیلوند: جت لی
- زهره شکوفنده: بریژیت فوندا
- اکبر منانی: چکی کاریو